# Драбина (роман)
«Драби́на» — реалістичний роман української письменниці Євгенії Кузнєцової, виданий 2023 року. Переможець Літературної премії «Книга року BBC — 2023».

## Синопсис
IT-спеціаліст Толік живе в Іспанії і працює дистанційно у нещодавно придбаному, омріяному будинку. Російське вторгнення в Україну та постійні обстріли Харкова змушують родичів в березні 2022 року евакуюватися з країни та шукати прихистку у Толіка.
Разом з Толіком у будинку відтепер живуть: мама Ліда (з двома кицьками — Зусею та Друсею), дядько Анатолій Степанович (без ноги, на інвалідному візку), двоюрідна тітка Григорівна (із собакою Владіком), старша сестра Іруся та її подруга Поліна.
У будинку — три поверхи, кімната-кабінет Толіка — на другому. Щоб менше потрапляти на очі родичам, Толік поставив під вікно драбину, приховав її в кущах і підіймається нею до своєї кімнати. Вимушене спільне життя рідних, але різних за вдачею та віком людей, кожен з котрих по-своєму проживає війну на відстані, — це суміш незручних ситуацій, побутових незгод, непорозумінь, відмінних спогадів, мрій та досвідів.

## Ідея та історія створення
Над книгою Євгенія Кузнєцова почала працювати ще до початку російського вторгнення в Україну в лютому 2022. Початково твір мав робочу назву «Колгосп» та був про людей, які мали утопічне уявлення про спільне життя, купили спільний дім і мріяли всі разом у ньому відпочивати. В реальності вжитися один із одним вони, зрештою, не змогли.
На певний час Євгенія Кузнєцова роботу над книгою зупинила. Після вторгнення та хвилі еміграції цивільного населення з України зрозуміла, чому персонажі могли б приїхати до того будинку — вони тікали б від війни. Письменниця відкоригувала початкову ідею твору, не вносячи значних змін до вже прописаних персонажів.
Для назви роману авторка, зрештою, обрала головну, на її погляд, метафору твору — драбину — драбину, якою лізе головний герой Толік, метафору втечі, а саме намагання втекти від себе.

## Видання
Книга вийшла у «Видавництві Старого Лева» у 2023 році у паперовому, електронному та аудіо-форматах. Перекладена македонською та польською мовами:
- Драбина. — Львів : Видавництво Старого Лева, 2023. — 280 с. — (Художня проза) — ISBN 978-966-448-097-7.
- Драбина. — E-book. — Львів : Видавництво Старого Лева, 2023. — 280 с. — (Художня проза) — ISBN 978-966-448-097-7.
- Евгенија Кузњецова. Скала = Драбина / Игор Станојоски (Преведувач). — Скопје : Издавачка куќа Муза, 2023. — 236 с. — ISBN 978-608-4906-36-0.
- Eugenia Kuzniecowa. Drabina = Драбина / Iwona Boruszkowska (Tłumaczenie). — Znak, 2024. — 288 с. — ISBN 978-83-240-6827-2.

## Сприйняття
Роман став переможцем Літературної премії «Книга року BBC — 2023». Отримав, здебільшого, схвальні відгуки критиків та читачів.
Вибрані відгуки літературних критиків та книжкових оглядачів про роман «Драбина»:
- Ганна Улюра, літературна критикиня[6]

| Євгенія Кузнєцова грається в доступність і простоту недоступних і непростих тем. Вона вправна в цьому. І таким є її спосіб говорити про війну. |
| |

- Катерина Толокольнікова, журналістка[2]

| Ця книжка має всі шанси змусити читача сміятися. Але і плакати теж. Загалом же, як і попередній роман, «Драбина» Євгенії Кузнєцової дає читачу рідкісний для сучукрліт досвід читання: легкого і водночас глибокого, сповненого любові до наших людей. Він в певному сенсі також про дім. Тепер — обпалений війною. |
| |

- Олена Лисенко, книжкова оглядачка[7]

| Письменниця надзвичайно легко і світло пише. Навіть складні історії, випробування і життєві негаразди вона вміє передати крізь призму іронії та гумору. |
| |

- Марта Шокало, головна редакторка BBC News Україна та голова журі премії «Книга року BBC — 2023»[5]

| Це по-справжньому народний роман про війну, який не міг не стати Книгою року ВВС 2023. |
|                                                                                        |